# Giovanni Domenico Perotti
Giovanni Domenico Perotti (20. ledna 1761 Vercelli – 24. března 1825 tamtéž) byl italský hudební skladatel.

## Život
Před rokem 1779 studoval v Miláně u Giovanni Andrei Fioroniho. Ve studiu pokračoval v Bologni u Padre Martiniho a Stanislava Matteiho. V březnu roku 1781 byl přijat do prestižní Filharmonické Akademie (Accademia Filarmonica di Bologna). Koncem téhož roku byl jmenován maestro di cappella katedrály ve Vercelli, kde setrval až do své smrti v roce 1825. Jeho bratr Giovanni Agostino Perotti byl rovněž hudebním skladatelem.

## Opery
- Zemira e Gandarte (1787 Alessandria, Teatro Comunale)
- Agesilao re di Sparta (libreto F. Ballani, 1789 Řím, Teatro Argentina)
- Zemira e Azor (1796 Pavia)
- La vittima della propria vendetta (libreto L. Prividali, 1808 Benátky, Teatro La Fenice)
- Bianca di Melfi

Kromě oper komponoval Giovanni Domenico Perotti převážně chrámovou hudbu, mše, requiem apod.